# La Californie
La Californie la nuit (o anche semplicemente La Californie) è un dipinto a olio su tela (46x38 cm) realizzato nel 1958 dal pittore spagnolo Pablo Picasso. Fa parte di una collezione privata.
Il quadro rappresenta lo studio di Picasso nella sua villa a Cannes, pieno di quadri. Attraverso una porta finestra è possibile vedere due palme nel giardino retrostante la villa.